# Tomáš Hříbek
Tomáš Hříbek (* 9. listopadu 1965 Praha) je český filozof.

## Život a dílo
Magisterský titul získal na Bowling Green State University v Ohiu a doktorát na University of Minnesota v Minneapolis. Působí ve Filosofickém ústavu Akademie věd ČR v Praze, kde je zástupcem vedoucího Oddělení aplikované filosofie a etiky, a učí na několika vysokých školách, včetně Akademie výtvarných umění a Anglo-American University.
Hříbkovy odborné zájmy zahrnují témata od filozofie mysli a biologie až po etiku a estetiku. Publikoval tři českojazyčné monografie -- Metafyzika antiindividualismu (Filosofia 2008) o psychologickém externalismu, Jaké to je, nebo o čem to je? Místo vědomí v materiálním světě (Filosofia 2017) o fenomenálním vědomí, a Obrana asistované smrti (Academia 2021) o etické přípustnosti eutanazie a asistovaného sebeusmrcení. Dále je editorem a  spoluautorem kolektivních monografií o filozofických rozměrech evoluční biologie z evolučního hlediska: Pojem evoluce v současné filozofii (s Vladimírem Havlíkem, Filosofia 2011) a Knowledge, Value, Evolution (s Jurajem Hvoreckým, College Publications 2011). Do mezinárodních sborníků Ernst Mach – Life, Work and Influence (Springer 2019) a Vienna Circle in Czechoslovakia (Springer 2020) přispěl kapitolami o středoevropské filozofii. Kromě toho je autorem desítek odborných statí v časopisech a kapitol v kolektivních monografiích jak v českém, tak v anglickém jazyce. 
Tomáš Hříbek se věnuje vybraným tématům z filozofie a etiky nových technologií, a to odborně i popularizačně. Za tímto účelem spoluzaložil s dr. Davidem Černým a prof. Jiřím Wiedermannem interdisciplinární platformu Centrum Karla Čapka pro studium hodnot ve vědě a technice (The Karel Čapek Center for Values in Science and Technology), jež sdružuje experty z několika ústavů České akademie věd a vysokých škol. Prvním počinem Centra byl projekt o etice autonomních vozidel, jehož výstupem byla v roce 2022 mezinárodní kolektivní monografie Autonomous Vehicle Ethics: Beyond the Trolley Problem, kterou Tomáš Hříbek připravil spolu s Davidem Černým a Ryanem Jenkinsem.
Veřejně známým se stal v souvislosti s nástupem tzv. Nového ateismu, který popularizoval.